# Crush (Amerie-låt)
"Crush" är en låt framförd av den amerikanska sångerskan Amerie, med text av henne själv, Makeda Davis, Simon Johnson och Andre Gonzales och musik av Buchanans till Ameries tredje studioalbum Because I Love It (2007).
"Crush" är en 80-tals inspirerad R&B-låt i midtempo. I låten, som har inslag av popmusik, sjunger framföraren om en man som hon är hemligt förälskad i; "Whenever you are near me/There's no other place I'd rather be/You're like a star that can't be reached/So near but so far". En annorlunda version skapades för radio. Denna version samplar Tomtom Clubs låt "Genius of Love" som sångerskan Mariah Carey också samplade år 1995 i hennes "Fantasy". Låten var tänkt att ges ut som skivans andra singel i USA och sångerskans tredje i Europa. Utgivningen i Nordamerika uteblev dessvärre och i Europa och Australien gavs den enbart ut som radiosingel den 11 december 2007. "Crush" hade viss framgång i Litauen där den blev veckans högst debuterande låt på landets R&B-lista. Låten nådde som högst en 13:e plats på den listan.
En musikvideo till "Crush" planerades att filmas och regisseras av Scott Franklin. Dessa planer uteblev när låten enbart gavs ut som den radiosingel.

## Format och innehållsförteckningar
- Europeisk/Australiensisk radiosingel

1. "Crush" (Radio Edit) - 3:02
2. "Crush" (Video Mix) - 3:09

## Topplistor
| Lista (2007)                        | Topplacering |
| ----------------------------------- | ------------ |
| Litauen (LCC Hot R&B/Hip-Hop Songs) | 13           |